# 高志华 (传教士)
高志华（英語：Reginald Heber Goldsworthy，1895年—1938年3月6日），英国循道公会在华传教士。

## 生平
高志华出生于布里斯托尔的一个牧师家庭。他在与著名传教士柏格理的一次会面后受到鼓舞，成为当地的一名牧师。1921年被派往中国西南部进行传教。1924年第一次来到贵州石门坎传教。1936年第二次来到石门坎传教直到去世。期间，他为改善当地民众生活、教育作出贡献，曾为麻风病人建立麻风病院。1936年3月5日被劫匪捅成重伤，翌日去世。根据遗嘱，将其葬于石门坎与柏格理的墓地相齐。他是第一个在中国西南部殉道的循道公会传教士。

## 其它
文革期间,高志华和柏格理的墓地遭到破坏，尸骨被掘出，至今下落不明。